# Новый (Еврейская автономная область)
Но́вый — село в Облученском районе Еврейской автономной области России. Входит в Бираканское городское поселение.

## География
Село Новый стоит вблизи левого берега реки Биджан, в его верховьях. Село расположено на северных отрогах Помпеевского хребта.
Географическое положение, Ближайшие населенные пункты
В 12 километрах северо-западнее (вверх по течению Биджана) расположено село Тёплые Ключи. По прямой (на север) расстояние до пос. Биракан — около 50 км.

## Население
| 1901 | 2002 | 2010 |
| ---- | ---- | ---- |
| 232  | ↘56  | ↗68  |

## Транспорт
Автомобильное сообщение с административным центром городского поселения пос. Биракан — по лесным дорогам.